# Sarah Morris
Sarah Morris (* 1967 in Sevenoaks, Kent, Großbritannien) ist eine britische Künstlerin und Filmemacherin, die durch ihre großflächigen geometrischen Abstraktionen, ihre Gemälde, Grafiken und Skulpturen bekannt wurde. Sie lebt und arbeitet in New York und London.

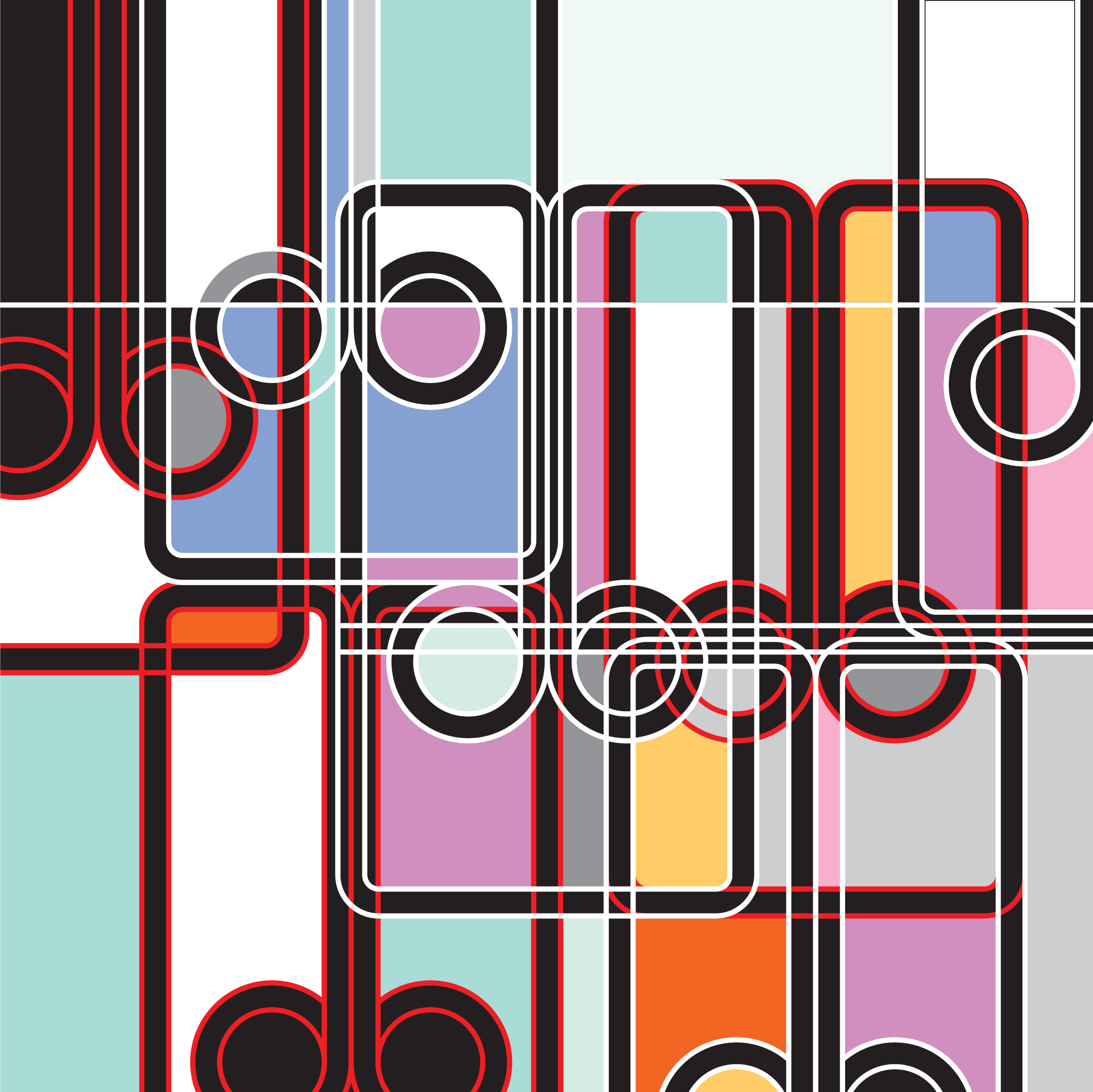
Red Owl [Clips], 2010

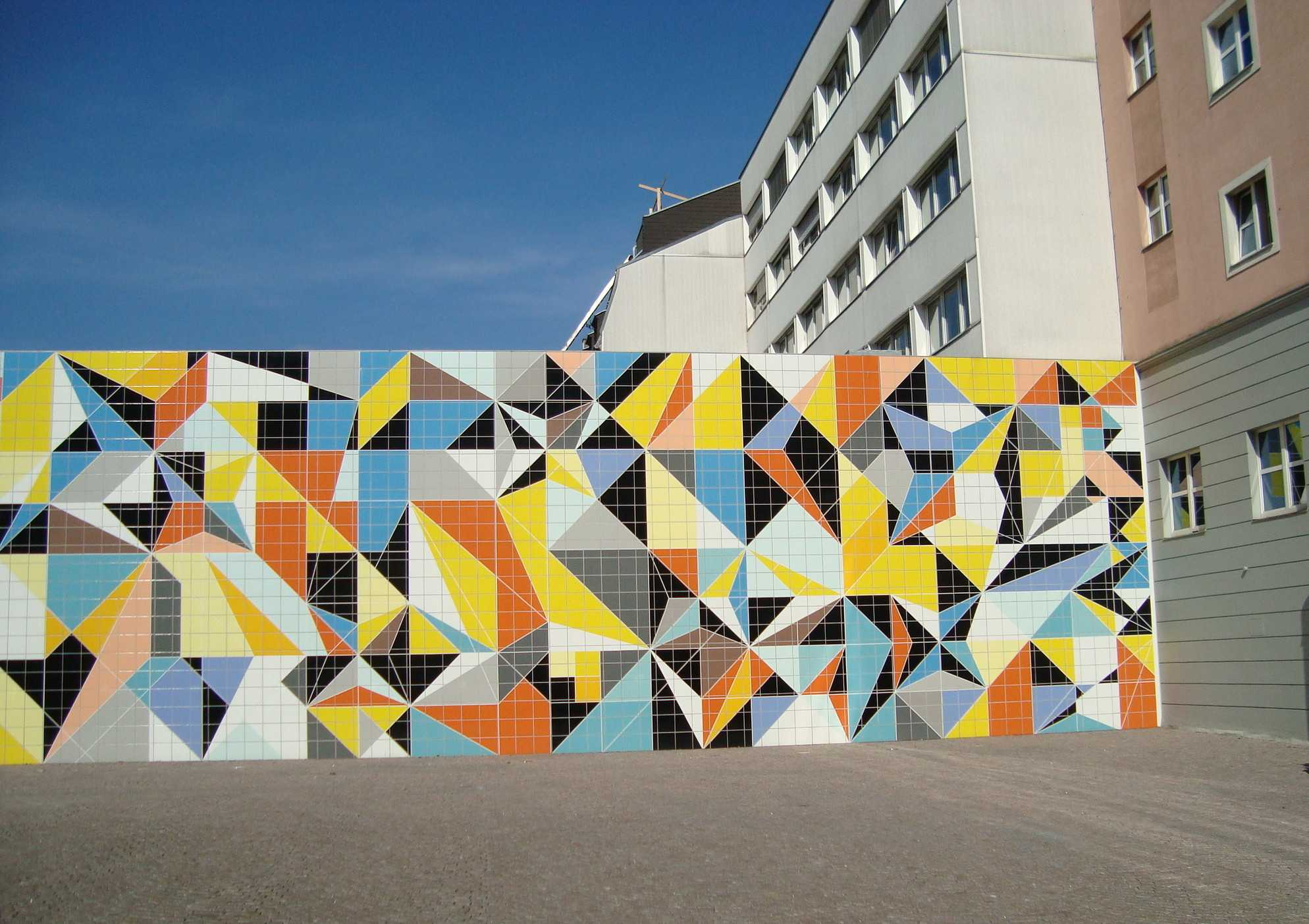
Hornet (Origami), 2010, Düsseldorf, K20, Paul-Klee-Platz

## Leben
Morris besuchte von 1985 bis 1989 die Brown University in Providence (USA), wo sie ihr Studium mit dem Bachelor of Arts abschloss. Von 1989 bis 1990 nahm sie in New York am „Independent Study Program“ des Whitney Museum of American Art teil. Sie war von 1999 bis 2000 als „Philip-Morris-Stipendiatin“ Gast der American Academy in Berlin und arbeitete in einem Atelier im Künstlerhaus Bethanien in Berlin. Die Künstlerin ist ebenso bekannt als Malerin von leuchtend farbigen Bildern in oft geometrischen Rasterformen wie auch als Filmemacherin künstlerisch-dokumentarischer Filmbiographien von Metropolen. Bis 2012 war sie mit dem britischen Künstler Liam Gillick verheiratet. Ihr Atelier befindet sich einem früheren Lagerhaus in Chelsea (Manhattan), in dem zahlreiche Künstler arbeiten. Sarah Morris erhielt einige Preise, unter anderem 2001 den „Joan Mitchell Foundation Painting Award“, stellte in renommierten Galerien und Museen aus, zum Beispiel im New Yorker Museum of Modern Art (MOMA) und lebt abwechselnd in London und New York City.

## Werk

### Malkunst
Sarah Morris malerische Arbeiten sind vielfältig. Sie begann mit glitzernd einfarbigen Tafeln, auf denen plakativ einzelne Worte zu sehen waren, zum Beispiel „Girls“. Für die britische Zeitschrift Vogue gestaltete sie 2000 das Titelbild mit dem Modelstar Kate Moss. Bekannt sind inzwischen ihre monumentalen Gemälde in leuchtenden Farben und abstrakten Strukturen. Thematisch befasst sie sich in erster Linie mit amerikanischen Metropolen, deren urbaner Biographie sie sich auf diese Weise annähert. Diesen Arbeiten gehen gründliche Recherchen voraus; sie besucht die jeweiligen Städte mit Fotoapparat und Videokamera, spricht mit den Menschen und flicht ihre Eindrücke und Erfahrungen geometrisch reduziert in die Bilder ein. Am Computer verfasst sie die theoretisch durchdachten Raster ihrer Bilder; die hochglänzenden Pop-Farben aus Haushaltslack werden mit Hilfe von Assistenten aufgetragen. Manchmal erinnern die Gemälde an späte Darstellungen von Piet Mondrian. Die Titel verweisen auf bekannte Gebäude oder Plätze der Stadt. „Sarah Morris Beobachtungen sind in fast dekadenter Weise ästhetisch, sie verdichten das moderne Leben auf reine Formen, die sie mit kühler Faszination monumentalisiert. Ironie gibt es hier nicht, dafür überdeutliche Anleihen aus der Werbung, der Mode und dem Design – die Welt, in der sich die Erben der Pop Art heute unbeschwert bewegen.“
Morris derzeitige Bilder befassen sich mit dem Thema der Olympischen Sommerspiele 2008 in Peking. Auf ihnen sind übereinander liegende und verflochtene Kreise zu sehen. Die Anregung zu diesem Motiv gab das ringförmig um die chinesische Hauptstadt angelegte Autobahnlabyrinth. Farblich ließ sie sich unter anderem von ihren Eindrücken, welche die dort allgegenwärtige Luftverschmutzung hervorruft, beeinflussen.

### Filmkunst

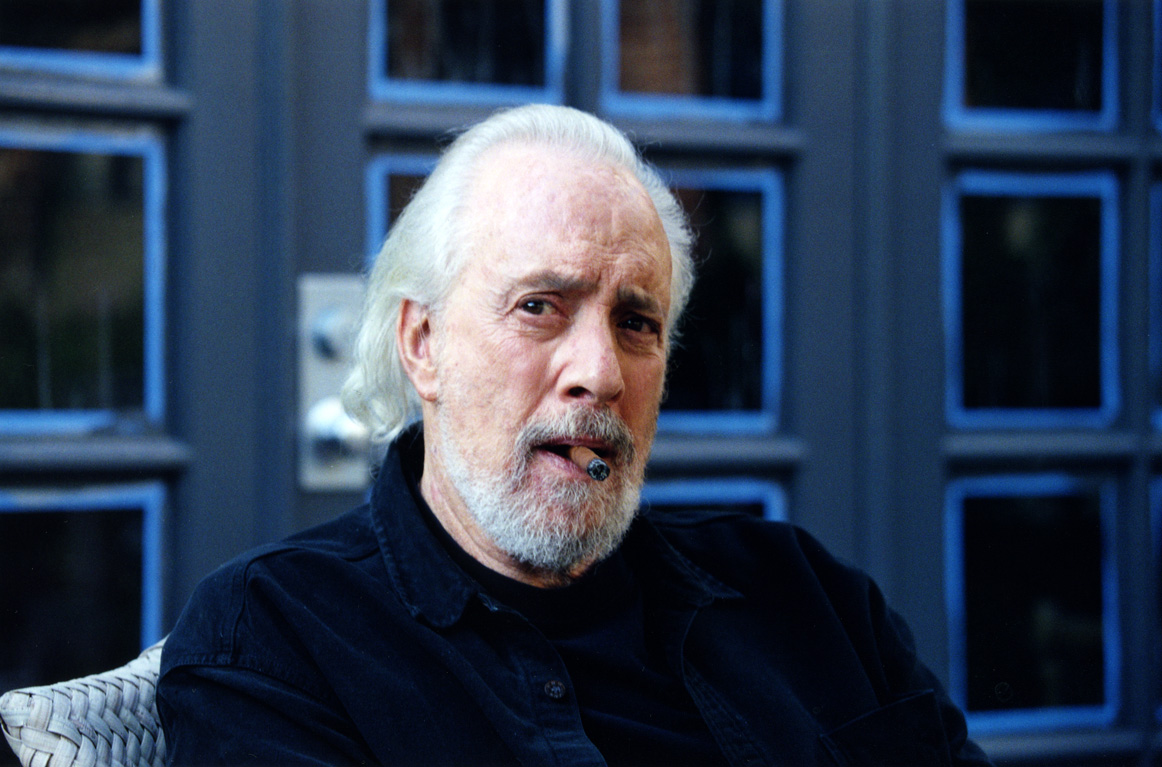
Robert Towne, 2006, Film still aus dem gleichnamigen Film von Sarah Morris

Seit 1998 macht Morris Filme. Sie sind Weltstadt-Biographien, in denen sie die Atmosphäre des politischen, ökonomischen und alltäglichen Lebens auf besondere Weise einfängt. In einigen Filmarbeiten zeigt sie die Entertainment-Welt, so zum Beispiel in Los Angeles die zeitgenössische Hollywood-Spektakelkultur. Für ihr Filmprojekt Capital wurde ihr Zugang zu den Regierungsräumen gewährt. Aus dem politischen Zentrum der amerikanischen Hauptstadt Washington filmte sie dabei zum Beispiel aus ungewöhnlichen Perspektiven Pressekonferenzen und Regierungslimousinen oder Bill Clinton Kaffee trinkend mit seinem Kabinett. Jogger und Passanten bindet sie einfühlsam in die Silhouette der städtischen Glaskulisse ein. Der Film erzählt keine fortlaufende Geschichte, der Betrachter erhält nur eine „visuelle Befriedigung“. Die Künstlerin fliegt „gleichsam über ihre Sujets hinweg und an ihnen vorbei. Sie tastet sie wie ein Scanner von nah und fern ab. Weil die Position des unsichtbaren Künstlerinnenauges deshalb kaum mehr auszumachen ist, wird der Betrachter in eine irritierende Ortlosigkeit geschickt.“
Ihr 2008 uraufgeführter siebter Film 1972 bezieht sich auf die Olympischen Sommerspiele 1972 in München mit dem Attentat auf die israelische Mannschaft. Zu sehen sind schöne Aufnahmen des gegenwärtigen Olympia-Geländes und der Umgebung, in die polizeiliches Archivmaterial der damaligen Ereignisse eingebaut ist. Sie sieht ihr Projekt als Vorbereitung für den Film, den sie für die Olympiade in Peking dreht. In beiden Fällen will sie der Frage nach der Macht und Verantwortlichkeit und der Unkontrollierbarkeit des Ganzen nachgehen. Im Mittelpunkt ihres 1972-Films steht ein Interview mit Georg Sieber, dem Chefpsychologen des damaligen Sicherheitsdienstes, über die Tragödie der Geiselnahme von München und das Verhältnis von Vorhersagen und Planungen und den dabei möglichen Fehlern. Sieber hatte den Auftrag, theoretische Gefahrenkonstellationen zu entwerfen. Von den mehr als 60 erstellten möglichen Szenarien traf eins tatsächlich ein, aber man nahm damals Sieber nicht ernst und er trat nach den Spielen zurück. Morris sagt über ihren Film: „Für mich waren und sind die Olympia-Architektur von Behnisch und das Erscheinungsbild, das Otl Aicher den Spielen gab, absolut phantastisch. Es war der Versuch, etwas optimistisch zu gestalten, der dann leider von der Wirklichkeit zerschlagen wurde.“ In der Sendung „Fazit“ von Deutschlandradio Kultur urteilt Wilhelm Warning über 1972: „Kein Dokumentarfilm mit dem Willen zur Objektivität. Sondern ein Kunstwerk. Und doch bleibt die Frage, wie es dabei um die Wahrheit steht. Für Kurator Matthias Mühling, der den Film mit einem sehr konzentrierten und klugen kleinen Buch begleitet, ist das eine der komplexen Ebenen dieses Kunstwerks.“

## Ausstellungen (Auswahl)
- 2024: Sarah Morris. All Systems Fail. Zentrum Paul Klee, Bern
- 2023: Sarah Morris – All Systems Fail. Haus Lange Haus Esters, Krefeld
- 2023: Sarah Morris – All Systems Fail. Deichtorhallen, Hamburg
- 2019: White Cube, London
- 2018: Sarah Morris: Odysseus Factor, Ullens Center for Contemporary Art (UCCA), Peking[6]
- 2016/2017: Sarah Morris. Falls Never Breaks, Kunsthalle Wien[7]
- 2013/2014: Sarah Morris., Kunsthalle Bremen[8]
- 2009: Museum für Moderne Kunst, Frankfurt am Main
- 2008: Städtische Galerie im Lenbachhaus, München
- 2007: Kunstmuseum Bonn
- 2006: Museum Boijmans Van Beuningen, Rotterdam
- 2006: Centraal Museum, Utrecht
- 2006: Musée d’art moderne de la Ville de Paris
- 2005: K21 Kunstsammlung Nordrhein-Westfalen, Düsseldorf
- 2005: Centre Georges Pompidou, Paris
- 2005: Kestnergesellschaft, Hannover
- 2005: Moderna Museet, Stockholm
- 2004: Hamburger Kunsthalle
- 2003: Frankfurter Kunstverein
- 2003: Tate Gallery/Tate Britain, London
- 2002: Museum of Modern Art (MOMA), New York
- 2000: Van Abbemuseum, Eindhoven

## Werke in öffentlichen Sammlungen
Werke von Sarah Morris befinden sich unter anderem in der Londoner Tate Gallery of Modern Art, im Dallas Museum of Art in Dallas (USA), im Kunstmuseum Wolfsburg, im Amsterdamer Stedelijk Museum, im New Yorker Museum of Modern Art (MoMA), in der Galerie für Zeitgenössische Kunst in Leipzig, im Berliner Hamburger Bahnhof / Museum der Gegenwart, im Museum der Moderne Salzburg, im Museum für Moderne Kunst (MMK), Frankfurt am Main, in der Städtischen Galerie im Lenbachhaus in München, im Solomon R. Guggenheim Museum in New York sowie Kunstsammlung Nordrhein-Westfalen in Düsseldorf.

## Filme
- 2012: Rio (Musik: Liam Gillick, 90 min.)[9]
- 2011: Chicago (68 min.)
- 2010: Points on a Line (Musik: Liam Gillick, 36 min.)
- 2009: Beijing (Musik: Liam Gillick, 86 min.)
- 2008: 1972 (38 min.)
- 2002: Robert Towne (35 min.)
- 2004: Los Angeles (26 min.)
- 2002: Miami (28 min.)
- 2001: Capital (Washington D.C.) (18 min.)
- 1999: AM/PM (Las Vegas) (13 min.)
- 1998: Midtown (New York) (9 min.)

## Zitat
„Kunst ist ein Erkundungsprozess, ich mache Bilder und Filme, weil ich etwas herausfinden will. Für mich bedeutet Kunst, ständig und gleichzeitig viele Gespräche zu führen, Film ist einer der Wege, dies zu tun. Meine Arbeiten enthalten Koordinaten, die eine bestimmte Position aufzeigen, die ich in Beziehung zu Raum und Zeit eingenommen habe.“

### Bücher und Kataloge
- Sarah Morris. 1972. Vorwort: Matthias Mühling; Textbeitrag: Georg Sieber. Walther König, Köln 2008, ISBN 978-3-86560-460-6
- Sophie Rabinowitz (Hrsg.): Sarah Morris. Los Angeles. Galerie Aurel Scheibler, Köln 2005, ISBN 3-00-016363-8
- Renate Wiehager (Hrsg.): Andy Warhol. Auftragswerke von Robert Longo, Simone Westerwinter, Mathis Neidhart. Mitverfasser: Sarah Morris. Hatje Cantz, Ostfildern-Ruit 2002, ISBN 3-7757-1263-1
- Sarah Morris. Capital. Mit einem Essay von Ronald Jones. Oktagon, Köln 2001, ISBN 3-89611-098-5
- Sarah Morris. 7/6 – 13/8/2000. Kunsthalle Zürich. Zürich 2000

### Sekundärliteratur
- Claudia Bodin: Adrenalin in der Großstadt. Die New Yorker Künstlerin Sarah Morris spürt in kühlen Bildern und Filmessays dem Geist der Metropolen nach. In: art. Das Kunstmagazin, Ausgabe 4/2008, ISSN 0173-2781
- Cornelia Gockel: Das Scheitern von München. Die Künstlerin Sarah Morris über ihr neues Filmprojekt. In: Süddeutsche Zeitung, 4. Februar 2008
- Isabell Graw: Die bessere Hälfte. Künstlerinnen des 20. und 21. Jahrhunderts. DuMont, Köln 2003, ISBN 3-8321-5961-4
- Antje Mayer: Sarah Morris steigt aufs Dach. Gefilmte Gemälde. In: Kunstzeitung Nr. 53, Januar 2001, ISSN 1431-2840
- Sebastian Preuss: Die Raster des Luxus und der Moden. In: Berliner Zeitung, 5. Juli 2001
- Brita Sachs: „Mir gefällt, dass Dr. No das Sagen hat“. Gespräch mit der New Yorker Künstlerin Sarah Morris. In: Frankfurter Allgemeine Zeitung, 25. April 2008
- Michael Stoeber: Sarah Morris. In: Kunstforum international. Oktober 2005. ISSN 0177-3674